# Lista dos imóveis especiais de preservação do Recife
Essa é uma sublista da lista do patrimônio histórico, arqueológico, etnográfico, paisagístico, de belas-artes e de artes aplicadas tombado no Brasil para o município do Recife, que conta com uma relação de imóveis designados como de preservação, os quais devem manter suas características, quer por questões históricas como artísticas
| Imóvel                                                      | Uso atual                                                | Observações |
| ----------------------------------------------------------- | -------------------------------------------------------- | --- |
| Estação de Ponte d'Uchoa                                    |                                                          | O prédio da estação da Ponte d'Uchoa está inserido na Zona Especial de Preservação do Patrimônio Histórico, compondo o Sítio Histórico de Ponte d'Uchoa |
| Prédio nº 751 da rua do Hospício                            | Junta Comercial do Estado de Pernambuco (JUCEPE)         | |
| Prédio nº 111 da avenida João de Barros                     | Sede da Companhia Energética de Pernambuco (CELPE)       | |
| Prédio nº 594 da avenida João de Barros                     | Conservatório Pernambucano de Música                     | |
| Prédio s/nº da avenida Mário Melo                           | Instituto de Educação de Pernambuco                      | |
| Prédio nº 393 da avenida Visconde de Suaçuna                |                                                          | |
| Prédio nº 1424 da avenida Conde da Boa Vista                | Departamento de Telecomunicações de Pernambuco (Detelpe) | Antiga Escola de Arquitetura |
| Prédio nº 779 da rua Dom Bosco                              | Centro Josué de Castro                                   | |
| Prédio nº 48 da rua do Giriquiti                            | Juvenato Dom Vital                                       | |
| Prédio nº 205 da rua do Giriquiti                           | Edifício Barão do Rio Branco                             | |
| Prédio nº 9 da avenida Governador Carlos de Lima Cavalcanti | Empresa de Limpeza Urbana (EMLURB)                       | |
| Prédio nº 346 da Rua José de Alencar                        |                                                          | |
| Prédio nº 367 da Rua José de Alencar                        |                                                          | |
| Prédio nº 404 da Rua José de Alencar                        |                                                          | |
| Prédio nº 209 da avenida Manuel Borba                       | Hotel Central                                            | |
| Prédio nº 563 da rua do Hospício                            | Hospital Geral do Recife (Exército)                      | antigo Quartel General da 7ª Região Militar |
| Prédio nº 646 da rua do Riachuelo                           | Escola Pinto Júnior                                      | |
| Prédio nº 867 da avenida Oliveira Lima                      | Empresa de Urbanização do Recife (URB-Recife)            | |

## Legislação
- Lei Municipal nº 16.284, de 22 de janeiro de 1997 - Imóveis Especiais de Preservação